# Rhina ancylostoma
Rhina ancylostoma är en art av rockor som beskrevs av Marcus Élieser Bloch och Johann Gottlob Theaenus Schneider 1801. Den ingår i släktet Rhina och familjen Rhinobatidae. Internationella naturvårdsunionen (IUCN) kategoriserar arten globalt som sårbar. Inga underarter finns listade i Catalogue of Life.